# Jerzy Kopa
Jerzy Kopa (Baránavichi, Reichskommissariat Ostland, 2 de enero de 1943-26 de junio de 2022) fue un jugador y entrenador de fútbol polaco. Ejerció como presidente de asuntos deportivos del Dyskobolia Grodzisk Wielkopolski y fue miembro de la Wielkopolski Związek Piłki Nożnej, antecesora de la actual Asociación Polaca de Fútbol.

## Biografía
Tras una corta carrera como futbolista en el Arkonia Szczecin (1958–1960) y el AZS Poznań (1961–1965), Kopa se graduó en el Eugeniusz Piasecki Academy of Physical Education en Poznan en 1965, dando comienzo su etapa como entrenador dirigiendo al Arkonia Szczecin, Stal Stalowa Wola, Szombierki Bytom, Lech Poznań, Pogoń Szczecin, Legia de Varsovia, Iraklis Thessaloniki, Zagłębie Sosnowiec y Olimpia Poznań.

## Logros
Lech Poznań
- Ekstraklasa (1): 1989–90
- Supercopa de Polonia (1): 1990